# Phrixgnathus ariel
Phrixgnathus ariel är en snäckart som beskrevs av Hutton 1883. Phrixgnathus ariel ingår i släktet Phrixgnathus och familjen punktsnäckor. Inga underarter finns listade i Catalogue of Life.